# ایستگاه تلویزیونی

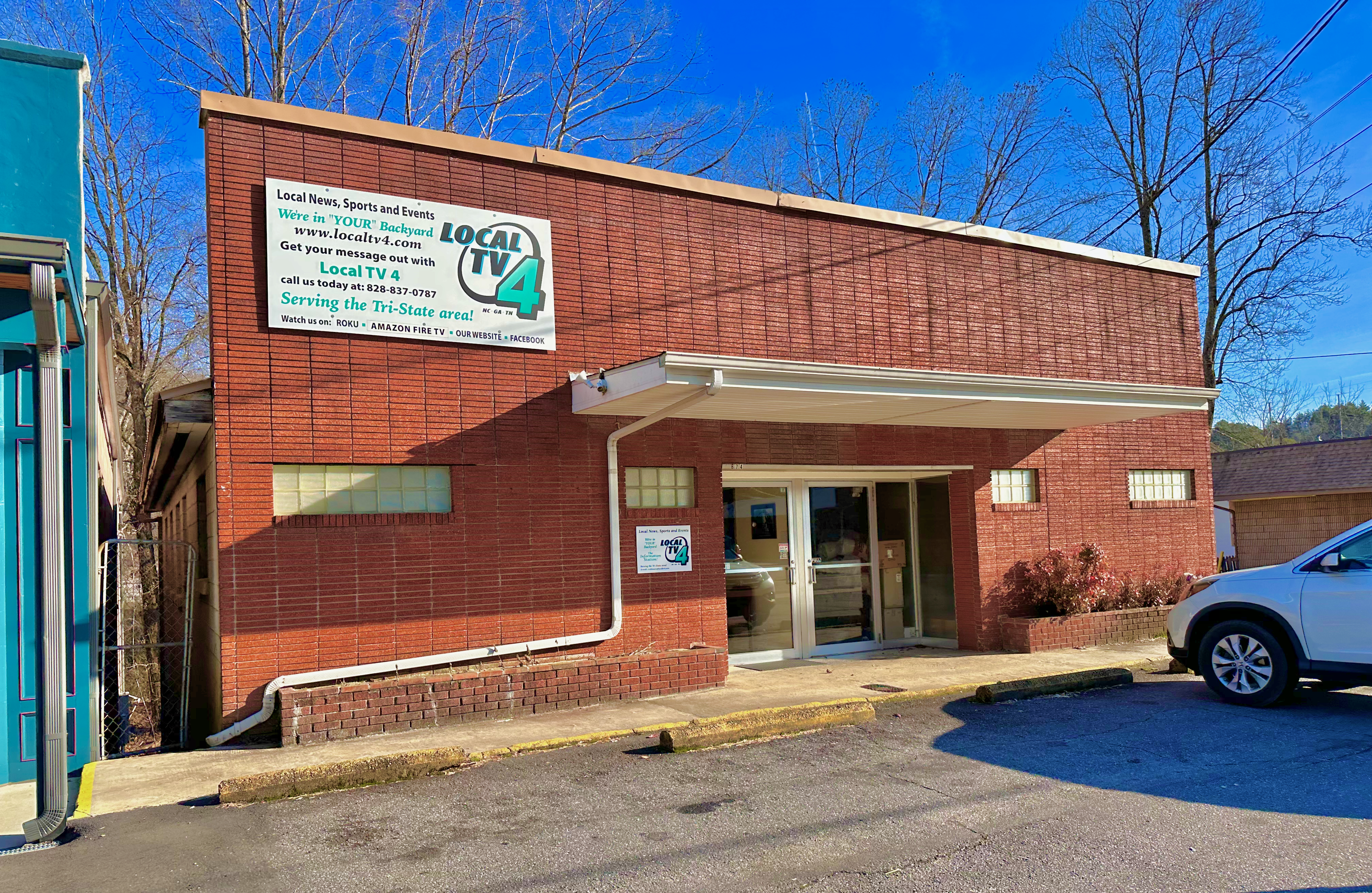
ایستگاه شبکه4/ شبکه ی خبری در شمال کارولینا

ایستگاه تلویزیونی به محلی گفته می‌شود که سیگنال‌های تلویزیونی را پخش می‌کند. یک ایستگاه تلویزیونی می‌تواند شامل یک یا چندین فرستنده تلویزیونی باشد.
از مهمترین ایستگاه‌های تلویزیونی ایران می‌توان به ایستگاه جماران و الوند اشاره کرد.